# Редстоун (Колорадо)
Редстоун (англ. Redstone) — переписна місцевість (CDP) в США, в окрузі Піткін штату Колорадо. Населення — 127 осіб (2020).

## Географія
Редстоун розташований за координатами 39°10′49″ пн. ш. 107°14′18″ зх. д. / 39.18028° пн. ш. 107.23833° зх. д. (39.180281, -107.238289).  За даними Бюро перепису населення США в 2010 році переписна місцевість мала площу 1,13 км², уся площа — суходіл.

### Клімат
| Клімат : Редстоун                            | Клімат : Редстоун | Клімат : Редстоун | Клімат : Редстоун | Клімат : Редстоун | Клімат : Редстоун | Клімат : Редстоун | Клімат : Редстоун | Клімат : Редстоун | Клімат : Редстоун | Клімат : Редстоун | Клімат : Редстоун | Клімат : Редстоун | Клімат : Редстоун |
| Показник                                     | Січ.              | Лют.              | Бер.              | Квіт.             | Трав.             | Черв.             | Лип.              | Серп.             | Вер.              | Жовт.             | Лист.             | Груд.             | Рік               |
| Середній максимум, °C                        | 0,6               | 2,3               | 5,9               | 10,6              | 15,8              | 22,1              | 24,7              | 23,7              | 19,4              | 12,9              | 4,0               | −0,3              | 11,9              |
| Середній мінімум, °C                         | −13,5             | −11,4             | −8,2              | −4,2              | −0,1              | 4,1               | 6,8               | 6,6               | 2,6               | −2,2              | −8,1              | −12,8             | −3,3              |
| Норма опадів, мм                             | 45                | 61                | 78                | 52                | 58                | 38                | 57                | 42                | 76                | 77                | 67                | 52                | 703               |
| -------------------------------------------- | ----------------- | ----------------- | ----------------- | ----------------- | ----------------- | ----------------- | ----------------- | ----------------- | ----------------- | ----------------- | ----------------- | ----------------- | ----------------- |
| Джерело: The Western Regional Climate Center |                   |                   |                   |                   |                   |                   |                   |                   |                   |                   |                   |                   |                   |

## Демографія
Згідно з переписом 2010 року, у переписній місцевості мешкало 130 осіб у 62 домогосподарствах у складі 35 родин. Густота населення становила 115 осіб/км².  Було 95 помешкань (84/км²).
Расовий склад населення:
| - 93,8 % — білих - 3,1 % — азіатів - 0,8 % — чорних або афроамериканців - 1,5 % — осіб інших рас |

До двох чи більше рас належало 0,8 %. Частка іспаномовних становила 4,6 % від усіх жителів.
За віковим діапазоном населення розподілялося таким чином: 18,5 % — особи молодші 18 років, 68,4 % — особи у віці 18—64 років, 13,1 % — особи у віці 65 років та старші. Медіана віку мешканця становила 49,0 року. На 100 осіб жіночої статі у переписній місцевості припадало 109,7 чоловіків;  на 100 жінок у віці від 18 років та старших — 103,8 чоловіків також старших 18 років.
Цивільне працевлаштоване населення становило 26 осіб. Основні галузі зайнятості: будівництво — 57,7 %, освіта, охорона здоров'я та соціальна допомога — 42,3 %.